# Acerodon mackloti
Acerodon mackloti es una especie de murciélago de la familia Pteropodidae.

## Distribución geográfica
Es endémica de las islas menores de la Sonda: Lombok, Sumbawa, Flores, Alor, Sumba, Moyo y Timor.